# 金利平価説
金利平価説（きんりへいかせつ、英: Theory of Interest Parity）とは、為替レートの決定理論の一つで、どの通貨で資産を保有しても収益率が同じになるように為替レートが定まると主張する説。投資家がリスク中立的であると仮定し、2カ国の金利で投資を考えるとすると、どちらに投資しても期待収益率が同じになるような水準に落ち着くとする。

## 概説
金利平価説とは為替レートの決定理論のひとつで、どの通貨で資産を保有しても収益率が同じになるように為替レートが定まると主張する説。投資家が利益を得る方法には、大きく分けて投機と裁定取引の2種類がある。裁定取引とはまったくリスクなく収益を得る方法であるから、あらゆる投資家が裁定取引を行うとする。ここで、日本（自国）とアメリカ（外国）を考える。すると、投資家から見て、この2カ国の金利に差があれば、取引コストなどは無視した上で、より収益を得られるほうに投資をするはずである。投資家がリスク中立的であると仮定し、2カ国の金利で投資を考えるとすると、どちらに投資しても期待収益率が同じ水準に落ち着くはずである。
為替レートの決定理論には購買力平価説（長期的な為替レート決定理論）やアセットアプローチ理論（短期的な為替レート決定理論）があるが、金利平価説は現在の為替レートに対して将来の為替レートがどう動くかを考えるものであり、購買力平価説とアセットアプローチ理論は為替レートがどのような要因とメカニズムで決定されるかを考えるものであるから、金利平価説は若干その性格が異なる。
なお、以下の説明では、つぎのような仮定をおいている。
完全資本移動
2国間を自由に資金が移動できる。
内外資産完全代替
投資家はリスク中立的である。

## カバーなしとカバー付きの違い
金利平価説とは、投資家がリスク中立的であると仮定し、2カ国の金利で投資を考えるとすると、どちらに投資しても期待収益率が同じ水準に落ち着くというものだが、しかしながら、将来というものを考えるにあたって、「将来の為替レート」には2つの種類のものが考えられる。「将来」を一年後とすると、1つは「1年後の直物為替レート」である。もうひとつは「1年物のフォワードレート」である。1年後の為替レートを考慮する際に、もし1年後の直物為替レートを用いるのであれば、1年間でどれだけ為替レートが変動するかという為替変動リスクを考慮する必要が生ずる。1年後の直物為替レートを用いた、為替変動リスクのある（リスクがカバーされていない）金利平価説をカバーなし金利平価と言う。なお、1年後のフォワードレートを用いる場合は為替変動リスクがないので、カバーのある（リスクがカバーされている）と言う意味で、カバー付き金利平価と言う。

## カバーなし金利平価

ドルとユーロを例に、カバーなし金利平価を概説した図。本文中では時間t+kを一年後として扱う。

ここで、日本を自国、アメリカを外国、そして世界には日本とアメリカしか存在しないとする。{\displaystyle S_{t}}を時間tにおける現在の直物為替レート、{\displaystyle E_{t}(S_{t+1})}を1年後の予想直物為替レート、{\displaystyle i_{j}} を日本の金利(自国金利)、{\displaystyle i_{a}}をアメリカの金利(外国金利)とする。すると、もし、投資家がリスク中立的であるなら、仮にどちらかに投資したほうが期待収益が大きいなら、次のような式（カバーなし金利平価）が成り立つまで（両者の期待収益率が同じになるまで）裁定取引がされるだろう。
{\displaystyle 1+i_{j}={\frac {E_{t}(S_{t+1})}{S_{t}}}(1+i_{a})}
{\displaystyle 1+i_{j}}は、投資家が円建て預金したときに、1年間でどれだけの収益をだすことができるかを示している。円建てで運用し、円建てで最終的な収益を得るのであれば、当然のことながら為替リスクはなく、金利の分だけ安全に儲けを出すことができる。右辺の{\displaystyle {\frac {E_{t}(S_{t+1})}{S_{t}}}(1+i_{a})}は1単位のドル建て預金をしたときにどのような収益があるかを示している。まず、現在の為替レート{\displaystyle S_{t}}で円を売り、現在の為替レート{\displaystyle {\frac {1}{S_{t}}}}だけドルを買う。これをドル建て預金として運用すると、{\displaystyle {\frac {1}{S_{t}}}\times (1+i_{a})}となる。「将来の{\displaystyle t+1}時点（1年後）での直物為替レート{\displaystyle E_{t}(S_{t+1})}」でドル売り円買い（つまりドルを円に換えている）をすると、{\displaystyle {\frac {E_{t}(S_{t+1})}{S_{t}}}(1+i_{a})}となる。日米で一物一価（円建ての投資の予想収益とドル建ての投資の予想収益が同じ）が成立するためにはカバーなし金利平価の式が成立しなければいけない。
これがカバーなし金利平価である。しかしながら、現実世界ではカバーなし金利平価は成り立っていない（カバーなし金利平価のパズル）。現実世界で成り立っているのはカバー付き金利平価である。

### 金利裁定取引
仮に次のような状況だとする。
{\displaystyle 1+i_{j}<{\frac {E_{t}(S_{t+1})}{S_{t}}}(1+i_{a})}
このとき、つぎのような金利裁定取引が行われることで、カバーなし金利平価式が成立する。
1、このとき、ドルで投資したほうが収益が大きいので、投資家は貨幣市場で円資金を調達する。すると円金利{\displaystyle i_{j}}が上昇する。
2、この円資金を外国為替市場でドル資金にする（円売りドル買い）。すると円安ドル高方向に直物為替レートが動く。
3、投資家はこのドル資金を貨幣市場で運用するので、ドル金利{\displaystyle i_{a}}が下落する。
4、将来の外国為替市場で、円買いドル売りが行われるので、予想直物為替レートは円高ドル安方向に動く。よって以下の式に変化する。
{\displaystyle 1+i_{j}={\frac {E_{t}(S_{t+1})}{S_{t}}}(1+i_{a})}
これが一瞬で起こるとすると、高金利を求めて投資をしても、金利差による利益が為替レートの変化によって無くなってしまうため、裁定取引で利益を得ることはできない。

### 為替レートの予想減価率
さらにカバーなし金利平価式から為替レートの予想減価率の近似式を導くことができる。
{\displaystyle 1+i_{j}={\frac {E_{t}(S_{t+1})}{S_{t}}}(1+i_{a})}
から、
つぎに、自国通貨(円)の予想減価率をμとすると
{\displaystyle \mu ={\frac {E_{t}(S_{t+1})-S_{t}}{S_{t}}}}
両辺に1を足すと
(1)式と(2)式から{\displaystyle {\frac {E_{t}(S_{t+1})}{S_{t}}}}を消去すると
{\displaystyle \mu +1={\frac {1+i_{j}}{1+i_{a}}}}
変形して
{\displaystyle \mu +\mu i_{a}+1+i_{a}=1+i_{j}}
{\displaystyle \mu i_{a}}は非常に小さい値なので無視し、変形すると
{\displaystyle \mu \approx i_{j}-i_{a}}
すなわち、μの定義から
{\displaystyle i_{j}-i_{a}\approx {\frac {E_{t}(S_{t+1})-S_{t}}{S_{t}}}}
これは内外金利格差と為替レートの変化率が等しいことを示す近似式である。

## カバー付き金利平価

ドルとユーロを例に、カバー付き金利平価を概説した図。

一年後の為替レートにフォワードレートを使えば金利平価はどうなるであろうか。1年物のフォワードレートは現在において決定されるので、アメリカに投資した際の為替レートの変化率は、現在の直物為替レートと現在のフォワードレート（一年物）を基に算出する。そのため、カバー付き金利平価では為替変動リスクを考慮する必要はない。
{\displaystyle 1+i_{j}={\frac {F_{t}}{S_{t}}}(1+i_{a})}
このとき、{\displaystyle F_{t}}は現在の時間tにおけるフォワードレートを指している。円建てで運用し、円建てで収益を得るのであれば将来時点における為替レートは関係ないが、ドル建てで運用し、円建ての収益を得るのであれば、将来時点の為替レートを考慮に入れなければいけない。{\displaystyle {\frac {F_{t}}{S_{t}}}}が{\displaystyle 1+i}に掛けられているのはそのためである。しかし、フォワードレートは現在時点で決定されるので、為替変動リスクは存在しない。よって、1年後の円金利に対する投資とドル金利に対する投資が裁定取引により一致するのであれば、両者はイコールで結ばれる。これがカバー付き金利平価である。現実世界でも、カバー付き金利平価は成り立っているとされている。